# Hippocampe (institut)
Pour les articles homonymes, voir Hippocampe.
L'Hippocampe est un institut de l'Université de la Méditerranée, à l'intérieur de l'Institut de Neurobiologie de la Méditerranée (INMED), consacré au fonctionnement du cerveau et à certaines de ses maladies graves, dont l'épilepsie et la maladie de Parkinson.
C'est un lieu qui accueille, pour des stages, des scolaires que l'on place, pendant trois jours, dans un vrai laboratoire, équipé de matériel de recherche, pour concevoir et réaliser une expérience, puis débattre de ses résultats. L'encadrement est fait par des étudiants et des thésards, responsables chacun d'un petit groupe, et des membres d'une « école de l'ADN », déjà connue pour ses actions d'information sur la génétique.